# Chrysochamela draboides
Chrysochamela draboides är en korsblommig växtart som beskrevs av Jurij Nikolajevitj Voronov. Chrysochamela draboides ingår i släktet Chrysochamela och familjen korsblommiga växter. Inga underarter finns listade i Catalogue of Life.